# Fuyang (Anhui)
Fuyang (Kinesisk skrift: 阜阳市; pinyin: Fǔyáng) er et bypræfektur i provinsen Anhui i Kina. Den har et areal på 9.979 km² og ca. 8,97 mio. indbyggere (2002). 

## Administrative enheder
Fuyang består af tre bydistrikter, fire amter og et byamt:
- Bydistriktet Yingzhou (颍州区), 496 km², ca. 590.000 indbyggere ;
- Bydistriktet Yingdong (颍东区), 685 km², ca. 590.000 indbyggere ;
- Bydistriktet Yingquan (颍泉区), 643 km²,  ca. 630.000 indbyggere;
- Amtet Linquan (临泉县), 1.818 km²,  ca. 1.900.000 indbyggere;
- Amtet Taihe (太和县), 1.882 km²,  ca. 1.530.000 indbyggere;
- Amtet Funan (阜南县), 1.929 km²,  ca. 1.480.000 indbyggere;
- Amtet Yingshang (颍上县), 1.859 km²,  ca. 1.510.;000 indbyggere;
- Byamtet  Jieshou (界首市), 667 km²,  ca. 740.000 indbyggere.

## Etnisk sammensætning (2000)
| Folkegruppe | Indbyggere | Andel  |
| ----------- | ---------- | ------ |
| Han         | 7.927.832  | 99,04% |
| Hui         | 69.401     | 0,87%  |
| Mongoler    | 2.409      | 0,03%  |
| Yi          | 842        | 0,01%  |
| Manchuer    | 562        | 0,01%  |
| Koreaner    | 520        | 0,01%  |
| Miao        | 504        | 0,01%  |
| Tibetanere  | 450        | 0,01%  |
| Andre       | 1.443      | 0,02%  |

## Trafik
Kinas rigsvej 105 går gennem præfekturet. Denne vigtige trafikåre begynder i Beijing, går mod syd og ender ved kysten i Zhuhai i provinsen Guangdong. Den går gennem større byer som Tianjin, Dezhou, Jining, Shangqiu, Jiujiang, Nanchang og Guangzhou.
32°54′N 115°49′Ø / 32.900°N 115.817°Ø